# Ґрифіндор

Герб гуртожитку

Кольори Ґрифіндору

Ґрифіндор (англ. Gryffindor) — один з чотирьох гуртожитків школи чарів та чаклунства Гоґвортс у серії романів про Гаррі Поттера. Названий на честь одного із засновників школи — Ґодрика Ґрифіндору. Майже всі, хто потрапляв до цього гуртожитку, були світлими чарівниками. Албус Дамблдор теж вчився у цьому гуртожитку.
Особливі риси учнів цього гуртожитку: відвага, неабияка самопожертва та хоробрість. В битві або на дуелі проявляють запал і щирість переконань, відстоюють власну думку, як леви, проте в буденний робочий час проявляють себе як чарівники доволі таки непродумані, надміру легковажні й трохи нервові. Навчаються не так вже й добре, проте сили їм не позичати. Надто прямолінійні.
Засновник: Ґодрик Ґрифіндор
Декан: викладач трансфігурації, професорка Мінерва Макґонеґел
Примара: Майже-Безголовий Нік — Сер Ніколас де Мимзі Порпінґтон
Символ: лев
Кольори: червоний і золотий
Розміщення: Ґрифіндорська вежа. Щоб увійти у вітальню, треба сказати пароль портрета Гладкої Пані у рожевій сукні.
Вітальня: простора кімната з каміном і безліччю м'яких крісел та столів. Оздоблена в червоно-золотих ґрифіндорських кольорах.
У цьому гуртожитку вчилися мама та батько Гаррі — Лілі та Джеймс. Тут також разом з ним навчаються Рон Візлі та Герміона Ґрейнджер — його найкращі друзі. Ґрифіндорці й слизеринці — запеклі вороги, хоча колись  Ґодрик Ґрифіндор та Салазар Слизерин були найкращими друзями. Лише справжній ґрифіндорець у скрутний момент може отримати допомогу — меч  Ґодрика Ґрифіндору.

## Відносини з іншими гуртожитками

### Протистояння Ґрифіндору і Слизерину
Ґрифіндор і Слизерин традиційно змагаються між собою за першість у школі Гоґвортс.

## Відомі учні факультету
| Роки навчання       | Ґрифіндорці |
| ------------------- | --- |
| 11 століття         | Ґодрик Ґрифіндор                                                                                               |
| 13 століття         | Ніколас де Мимзі-Порпінґтон                                                                                    |
| початок 20 століття | Албус Дамблдор                                                                                                 |
| початок 20 століття | Мінерва Макґонеґел                                                                                             |
| 1960-ті             | Молі Превет Артур Візлі                                                                                        |
| 1970-ті             | Сіріус Блек Ремус Люпин Пітер Петіґру Джеймс Поттер Лілі Еванс                                                 |
| 1980-ті роки        | Білл Візлі Чарлі Візлі                                                                                         |
| 1986-1993 роки      | Персі Візлі |
| 1988-1995 роки      | Фред і Джордж Візлі Лі Джордан                                                                                 |
| 1989-1996 роки      | Кеті Бел |
| 1991-1998 роки      | Гаррі Поттер Герміона Ґрейнджер Невіл Лонґботом Рон Візлі Лаванда Браун Парваті Патіл Дін Томас Шеймус Фініґан |
| 1992-1999 роки      | Джіні Візлі |
| Невідомо            | Майкл Корнер Олівер Вуд Анджеліна Джонс Алісія Спінет Ендрю Керк Джек Слоупер                                  |